# Consell Unit Naga
El Consell Unit Naga (anglès: United Naga Council) és una organització política amb milícies, de l'estat de Manipur, que representa els naga i acceptaria no estar integrada en un Gran Nagaland (Nagalim) amb altres territoris naga. La seva representació és als districtes d'Ukhrul, Tamenglong, Chandel, Senapati i part del districte de Churanchandpur.
Per al mandat 2022-2026, el president és N. G. Lorho i el secretari general Vareiyo Satshang.